# Angelina Voloshchuk
Angelina Voloshchuk (* 29. April 2007 in Alverca do Ribatejo) ist eine portugiesische Tennisspielerin. Sie bevorzugt Hartplätze.

## Karriere
Voloshchuk, als Tochter ukrainischer Einwanderer in Portugal geboren, lebt und trainiert in Alverca do Ribatejo, das sie als ihren Heimatort bezeichnet. Sie begann im Alter von vier Jahren mit dem Tennissport und spielt seit ihrem neunten Lebensjahr für den Verein Ahead Clube de Ténis de Alverca. 2022 und 2023 wurde sie portugiesische U-16-Meisterin.
Sie spielt hauptsächlich auf der ITF Women’s World Tennis Tour, wo sie aber noch keinen Titel gewinnen konnte.
Seit 2024 spielt Voloshchuk für die portugiesische Billie-Jean-King-Cup-Mannschaft; ihre Bilanz weist bislang vier Niederlagen aus.